# Kulsary
Құлсары (svensk transkribering: Qulsary, ryska: Кульсары: Kulsary) är en ort i Kazakstan.   Den ligger i oblystet Atyrau, i den västra delen av landet, 1 300 km väster om huvudstaden Astana. Antalet invånare är 51 216.
Terrängen runt Qulsary är mycket platt. Runt Qulsary är det mycket glesbefolkat, med 2 invånare per kvadratkilometer. Trakten runt Qulsary består i huvudsak av gräsmarker.